# Make Ends Meet
Make Ends Meet är Section 8:s första och enda studioalbum, utgivet 2000 på Burning Heart Records.

## Låtlista
1. "Here Comes the Parade"
2. "To Feel Is to Live"
3. "Media Attention Doesn’t Equal Being Heard"
4. "Who’s Your Saviour?"
5. "Educate Organize Activate"
6. "Instrumental"
7. "The Ego Has Landed"
8. "Like Father Like Son"
9. "Ignorance"
10. "Tongue Twister"
11. "Make Ends Meet"
12. "Only in America"